# II Liceum Ogólnokształcące im. płk. Leopolda Lisa-Kuli w Rzeszowie
II Liceum Ogólnokształcące im. płk. Leopolda Lisa-Kuli w Rzeszowie – jedna z najstarszych szkół w Rzeszowie, założona w 1904 roku na mocy decyzji władcy Austro-Węgier Franciszka Józefa.

## Kalendarium
- 1904 – 20 stycznia ukończono budowę II Gimnazjum według projektu inż. Bałbana z fundacji im. Jana Towarnickiego. Budowa szkoły trwała od jesieni 1903 r. Rok szkolny rozpoczął się 3 września, a 23 listopada dokonano uroczystego otwarcia szkoły[1], w którym wziął udział namiestnik Andrzej Potocki. Było to gimnazjum 8-klasowe męskie klasyczne. 450 uczniów w wieku 11–25 lat uczyło się w 12 oddziałach. Dyrektorem szkoły został profesor II Gimnazjum we Lwowie dr Mieczysław Warmski.
- 1905 – W szkole założono orkiestrę i powołano organizację „Bratnia Pomoc” dla niesienia pomocy uczniom biednym, znajdującym się w trudnej sytuacji materialnej. Zorganizowano również czytelnię szkolną i różne grupy sportowe.
- 1906 – Powstała kasa ubogich uczniów, której fundusze pochodzące ze składek i imprez były przeznaczone na zapomogi dla młodzieży.
- 1911 – Założono szkolny ogródek botaniczny, rozpoczęły działalność kółka naukowe.
- 1914 – od marca dyrektorem był Jan Lebiedzki[2]. Z chwilą wybuchu I wojny światowej budynek zajęto na cele wojskowe.
- 1915 – 4 lutego 50 uczniów rozpoczęło naukę na tzw. kursie gimnazjalnym, zorganizowanym przez profesora Sędzimira w lokalu Prywatnego Gimnazjum Żeńskiego. W latach I wojny światowej poległo 3 nauczycieli i 50 uczniów.
- 1918 – Wychowankowie gimnazjum brali udział w rozbrajaniu stacjonujących w Rzeszowie oddziałów austriackich. 13 października w mieście zorganizowano pochód pod pomnik Tadeusza Kościuszki.
- 1920 – Budynek szkolny, stanowiący własność Fundacji Jana Towarnickiego, przeszedł na własność państwa.
- 1922 – W gronie nauczycielskim pojawiła się pierwsza kobieta, Klotylda Szymańska, która wykładała nauki przyrodnicze, fizykę i chemię.
- 1927 – 20 stycznia szkole nadano nazwę: Państwowe Gimnazjum im. Stanisława Sobińskiego. II Gimnazjum obrało profil humanistyczny. 6 listopada wmurowano w budynku Szkoły tablicę pamiątkową z nazwiskami 3 profesorów i 50 uczniów, poległych w latach I wojny światowej.
- 1929 – Zakończono budowę sali gimnastycznej, rozpoczętej w 1924 r. Pod kierownictwem dr. Stefana Przybosia rozpoczął działalność teatrzyk szkolny. Uroczyście obchodzono 25-lecie istnienia szkoły, odbył się zjazd wychowanków. Gimnazjum otrzymało sztandar.
- 1933 – Zlikwidowano 8-klasowe gimnazjum. Powstało 4-letnie gimnazjum i 2-letnie liceum.
- 1938 – Zarządzeniem Ministra Wyznań Religijnych i Oświecenia Publicznego Wojciecha Świętosławskiego z 23 lutego 1937 „II Państwowe Gimnazjum im. Stanisława Sobińskiego w Rzeszowie” zostało przekształcone w „II Państwowe Liceum i Gimnazjum im. Stanisława Sobińskiego w Rzeszowie” (państwową szkołę średnią ogólnokształcącą, złożoną z czteroletniego gimnazjum i dwuletniego liceum), a po wejściu w życie tzw. reformy jędrzejewiczowskiej szkoła miała charakter męski, a wydział liceum ogólnokształcącego był prowadzony w typie matematyczno-fizycznym[3].
- 1939 – Wybuch II wojny światowej przerwał działalność szkoły. Budynek II Gimnazjum zajęły wojska niemieckie. Obiekt szkolny, przejęty przez niemieckie władze wojskowe, uległ dewastacji. Nastąpiły aresztowania profesorów i maturzystów.
- 1940 – Władze niemieckie usunęły tablicę poświęconą profesorom i uczniom, poległym w latach I wojny światowej.
- 1944 – Po wyzwoleniu naukę prowadzono początkowo w budynku przy ul. 3 Maja 13 (obecnie „Delikatesy”). W budynku II Gimnazjum znajdował się szpital Armii Radzieckiej. W grudniu przeprowadzono pierwszy egzamin dojrzałości. Pierwsi absolwenci Szkoły wstąpili do II Armii Wojska Polskiego.
- 1945 – W szkole wznowił działalność Związek Harcerstwa Polskiego.
- 1948 – Powrót szkoły do własnego budynku. Prace porządkowe, budowa boiska sportowego, uroczyste otwarcie boiska – 8 maja. 1 września zniesiono podział na gimnazjum i liceum. Wprowadzono 4-klasowe Liceum Ogólnokształcące. Nastąpiło połączenie Szkoły Podstawowej i Liceum w 11-letnią Szkołę Ogólnokształcącą. Placówka przekształciła się w szkołę ogólnokształcącą stopnia licealnego, otrzymując nazwę: II Liceum Ogólnokształcące w Rzeszowie.
- 1949 – Reorganizacja szkoły. II Liceum Ogólnokształcące przekształcono na I Liceum TPD. Szkoła otrzymała nazwę: Szkoła Podstawowa i Liceum Ogólnokształcące TPD.
- 1953 – Szkole nadano imię Bohaterów Młodej Gwardii.
- 1956 – Zniesienie patronatu TPD. Szkoła otrzymała nazwę: II Liceum Ogólnokształcące im. Bohaterów Młodej Gwardii.
- 1961 – Rozbudowa i przebudowa obiektu liceum. Zainstalowanie centralnego ogrzewania, nadbudowa do wysokości II piętra bocznych skrzydeł budynku.
- 1967 – 27 maja w szkole odsłonięto tablicę pamiątkową, poświęconą pamięci byłych uczniów, uczestników powstań śląskich.
- 1968 – W szkolnych suterenach urządzono szatnie dla młodzieży.
- 1969 – Szczep Harcerski II Liceum Ogólnokształcącego otrzymał sztandar.
- 1974 – 10–11 maja – obchody 70-lecia szkoły połączone ze Zjazdem absolwentów i przekazaniem Szkole sztandaru, ufundowanego przez Zakład opiekuńczy – II Oddział PKS w Rzeszowie.
- 1975 – Przystąpiono do organizacji Żeńskiej Orkiestry Dętej.
- 1979 – Uroczyście obchodzono 75-lecie szkoły. 22 września odbył się V zjazd absolwentów z rocznika 1939, z okazji 40-lecia ich matury. Szkoła została przyjęta w poczet Szkół Stowarzyszonych w UNESCO.
- 1982 – Oddanie do użytku nowej sali gimnastycznej i auli (budowę rozpoczęto w 1977 r.)
- 1983 – 5–6 czerwca odbył się zjazd absolwentów w 50-lecie matury.
- 1984 – Uroczyste obchody 80-lecia istnienia szkoły.
- 1989 – Zjazd maturzystów z lat 1936, 1937, 1938 i 1939.
- 1991 – 7 marca szkole nadano imię płka Leopolda Lisa-Kuli. Liceum otrzymało sztandar, ufundowany przez Komitet Rodzicielski. Nastąpiło ponowne wmurowanie tablicy ku czci profesorów i uczniów, poległych w latach I wojny światowej – tablica została usunięta przez władze niemieckie w 1940 r. W jednej z sal lekcyjnych zorganizowano ekspozycję dotyczącą życia i działalności Patrona Szkoły – płka Leopolda Lisa-Kuli.
- 1994 – 6 czerwca umieszczono na cokole w budynku szkoły posąg płka Leopolda Lisa-Kuli autorstwa rzeszowskiego rzeźbiarza, Krzysztofa Bukały; 9 czerwca – uroczyste obchody 90-lecia istnienia szkoły. Wmurowano pamiątkową tablicę, poświęconą poległym na wszystkich frontach II wojny światowej, zamordowanym w więzieniach, obozach koncentracyjnych i łagrach – na terenie Polski, Niemiec i Związku Radzieckiego w czasie wojny i w okresie powojennym.
- 2004 – 18 września uroczyste obchody stulecia II LO.
- 2007 – Rozpoczęcie gruntownego remontu budynku szkoły, obejmującego elewację i obiekty sportowe.
- 2011 – Szkoła poszerza swój zakres edukacji o profil psychologiczno-fizyczny.
- 2013 – Zakończenie remontu szkoły[4].

## Dyrektorzy
- 1904–1914 – Mieczysław Warmski
- 1914–1932 – Jan Lebiedzki[5]
- 1932–1938 – Jerzy Ostrowski[6]
- 1939, 1944–1952 – Stanisław Jachimowski[7][8][9][10]
- 1952–1956 – Jan Kapała
- 1956–1957 – Kazimiera Drozdowa
- 1957–1972 – Romuald Rodzoń[7]
- 1972–1990 – Aleksander Wilk
- 1990–1997 – Wacław Polek
- 1997–2006 – Jerzy Cypryś
- 2006– Andrzej Szymanek

## Nauczyciele
- Szczęsny Jasiewicz
- Stefan Przyboś[5]
- Adam Przyboś[5]

## Uczniowie i absolwenci
W nawiasie obok nazwiska podano rok złożenia matury.
- Franciszek Bardzik (1915)
- Karol Błaszkowicz (1913)
- Czesław Bomba (VII klasa w 1914)
- Stefan Chomicz (VIII klasa w 1908)
- Władysław Ciepielowski (VII klasa w 1914)
- Józef Grad (1911)
- Kazimierz Iranek-Osmecki (1915)
- Marian Radwański vel Kluska (1913)
- Józef Kokoszka (1913)
- Stanisław Kublin (1913)
- Stanisław Kukla (1913)
- Józef Kuryłowicz (VII klasa w 1914)
- Leopold Lis-Kula (VII klasa w 1914)
- Franciszek Mach (VII klasa w 1914)
- Stefan Mazanek (1913)
- Romuald Pitera (1919)
- Stefan Przyboś (1919)
- Adam Przyboś (1925)
- Ignacy Szpunar (1913)
- Franciszek Wątroba (1913)
- Ewa Leniart[11]
- Jacek Krawczyk[12]